# Epidemia de fiebre amarilla de Barcelona de 1870

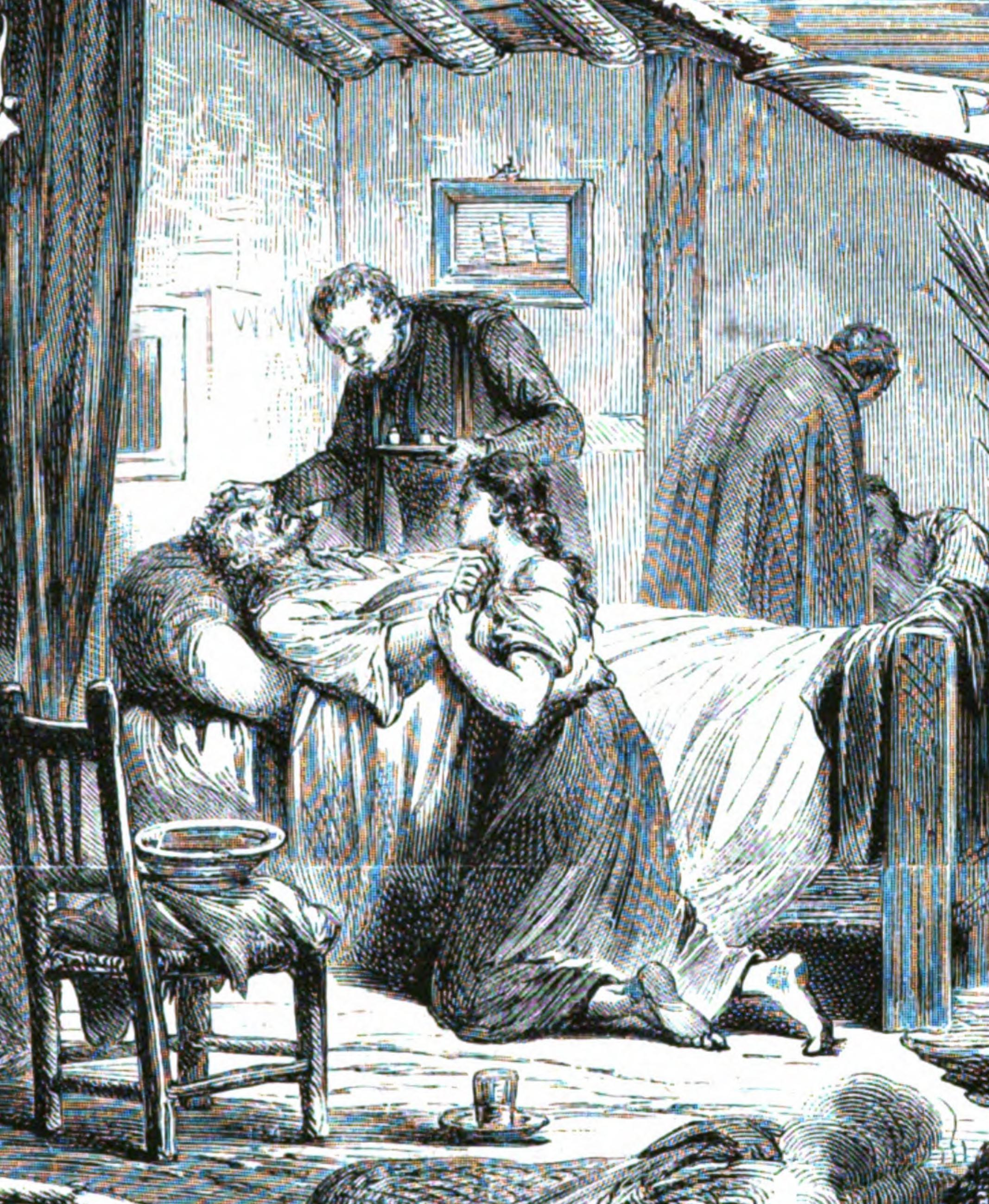
Enfermo agonizante

En 1870 tuvo lugar, en la ciudad española de Barcelona, un brote epidémico de fiebre amarilla.

## Historia

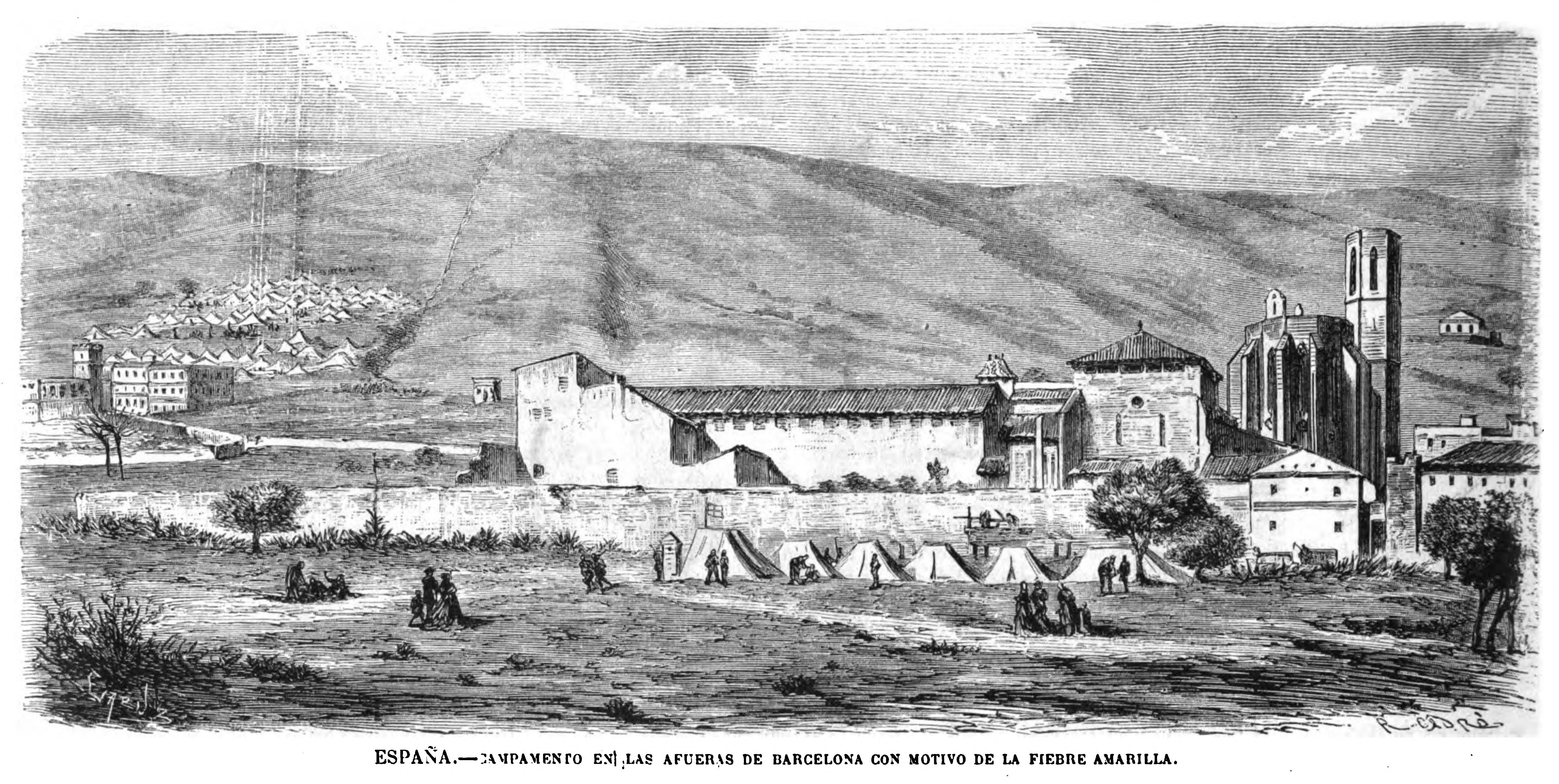
Campamento en las afueras de la ciudad con motivo de la epidemia

Esta epidemia de fiebre amarilla se concentró en el segundo semestre del año 1870, desde agosto hasta final de año. Hubo un total de 1235 fallecidos. Medio siglo antes había tenido lugar otra epidemia de la misma enfermedad, que había acabado con una cantidad de vidas que se ha cifrado en 3251, 6244 o más de 8000.